# Luigi Spagnolli

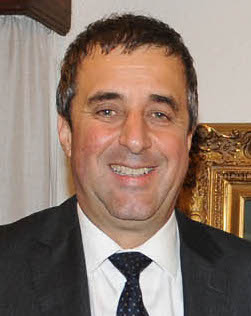
Luigi Spagnolli (2012)

Luigi Spagnolli (* 10. Februar 1960 in Bozen, Südtirol) ist ein italienischer Politiker, Senator und ehemaliger Bürgermeister von Bozen.

## Leben

### Ausbildung und Beruf
Spagnolli wuchs in Bozen auf und absolvierte an der Universität Florenz ein Studium der Forstwirtschaft, das er 1985 abschloss. Ab 1986 arbeitete er in verschiedenen Funktionen für die Bozner Stadtverwaltung: Er war Kabinettchef des Bürgermeister-Büros, Berater und Beamter im Umweltbereich, Direktor des Amtes für Umwelt sowie Direktor der Abteilung Umwelt und Öffentliches Grün. 2001 wurde er als Vertreter des Club Alpino Italiano in den Führungsausschuss des Nationalparks Stilfserjoch berufen. Von 2003 bis 2005 leitete er den Nationalpark als Koordinator und Direktor. 2016 wurde er zum Direktor des Südtiroler Landesamts für Jagd und Fischerei berufen.

### Politik
Im Frühjahr 2005 wurde der Kandidat des Mitte-rechts-Bündnisses Casa delle Libertà Giovanni Benussi zum Bürgermeister Bozens gewählt – mit einem Vorsprung von sieben Stimmen vor dem Amtsinhaber Giovanni Salghetti Drioli. Im Gemeinderat besaß jedoch die Mitte-links-Allianz eine Mehrheit, weshalb Benussi an der Bildung einer Stadtregierung scheiterte. Neuwahlen wurden für den Herbst angesetzt, Bozen kam unter kommissarische Verwaltung. Der der Gruppierung La Margherita nahestehende, jedoch parteilose Spagnolli wurde nach Verhandlungen zum Kandidaten einer Koalition von L’Unione (mit Ausnahme der Kommunisten), der SVP und der UDC ernannt. Hiermit verzichtete die SVP das erste Mal in ihrer Geschichte auf einen eigenen Bürgermeisterkandidaten.
Am 6. November 2005 wurde Spagnolli im ersten Wahlgang mit 50,35 % der Stimmen zum neuen Bozner Bürgermeister gewählt. Am 16. Mai 2010 konnte er sich mit 52,45 % der Stimmen erneut im ersten Wahlgang durchsetzen, diesmal als Kandidat des Partito Democratico (PD) und mit Unterstützung der Südtiroler Volkspartei, der Grünen sowie mehrerer Kleinparteien. 2015 wurde ein zweiter Wahlgang nötig, da Spagnolli in der ersten Runde nur 41,6 % der Stimmen bekommen hatte: In der Stichwahl setzte er sich aber mit 57,7 % gegen Alessandro Urzì durch. Da er in der Folge keine stabile Mehrheit im Stadtrat finden konnte, erklärte er am 24. September desselben Jahres seinen Rücktritt vom Amt des Bürgermeisters.
Bei den italienischen Parlamentswahlen 2022 trat er als u. a. vom PD unterstützter Kandidat für den Senat im Einerwahlkreis Bozen an und konnte mit 26,13 % der Stimmen ein Mandat erringen.

### Privates
Spagnolli ist verheiratet und Vater von zwei Kindern. Sein gleichnamiger Großvater war 1949 einer der Gründer des Transportunternehmens Fercam, sein Vater Gildo leitete lange Jahre die Bozner Stadtgärtnerei.
Spagnolli ist im kulturellen, sozialen und religiösen Bereich engagiert. Er ist unter anderem aktives Mitglied in der italienischen Vereinigung der Knochenmarkspender (ADMO) sowie der Blutspender (AVIS).